# Bennet Meyer
Bennet Meyer (* 2003) ist ein deutscher Kinderdarsteller. 

## Leben
Meyer stand bereits im Alter von fünf Jahren erstmals in der KiKA-Serie Schloss Einstein vor der Kamera. Seit 2011 ist er regelmäßig in FIlm- und Fernsehproduktionen zu sehen. Er hatte u. a. Episodenrollen in den Fernsehserien In aller Freundschaft, SOKO Stuttgart und Heiter bis tödlich: Akte Ex. 
In dem im Dezember 2011 erstausgestrahlten Fernsehfilm Was wirklich zählt, einem Crossover der Serien In aller Freundschaft und Tierärztin Dr. Mertens, spielte er Tim Weller, einen nach einem Unfall, bei dem er seinen Vater verlor, schwer traumatisierten Jungen. 2014 war er in der ARD-Serie Ein Fall von Liebe in einer Episodenhauptrolle an der Seite von Francis Fulton-Smith und Stephan Möller-Titel zu sehen; er spielte Moritz Buchholz, einen Jungen, der fast obsessiv seinen Vater sucht. Im März 2015 war Meyer in der ZDF-Krimiserie SOKO Stuttgart ebenfalls in einer Episodenrolle zu sehen; diesmal spielte er Jakob Schöttle, den Sohn eines alleinerziehenden Vaters, um den sich die ermordete Nachbarin während der Abwesenheit des Vaters stets liebevoll gekümmert hat. 
In dem Kinofilm Die wilden Kerle – Die Legende lebt! von Joachim Masannek aus dem Jahr 2016 verkörpert er den 11-jährigen Finn, einen der neuen „Wilden Kerle“, und somit eine der sechs Kinder-Hauptrollen des Films. Im November 2017 war Meyer in der ZDF-Fernsehreihe Rosamunde Pilcher in einer Nebenrolle zu sehen; er spielte Johnny Pescoe, den Sohn eines alkoholabhängigen Jakobsmuschelfischers, der bei einem Sturm ums Leben kommt.
Er lebt aktuell (Stand: Herbst 2017) in Erfurt, wo er auch zur Schule geht. Als sportliche Hobbys betreibt er Fußball und Skifahren. Er interessiert sich für Griechische Mythologie.

## Filmografie
- 2011: In aller Freundschaft – Was wirklich zählt (Fernsehserie, Serienspecial)
- 2011: Schloss Einstein (Fernsehserie, drei Folgen)
- 2012: Familie Dr. Kleist (Fernsehserie)
- 2012: Die Holzbaronin (Fernsehserie)
- 2013: Heiter bis tödlich: Akte Ex (Fernsehserie)
- 2013: Grenzgang (Fernsehfilm)
- 2014: Die Holzbaronin (Fernsehfilm)
- 2014: Ein Fall von Liebe – Vater und Sohn (Fernsehserie)
- 2014: SOKO Stuttgart – Abflug (Fernsehserie)
- 2015: Käthe Kruse (Fernsehfilm)
- 2016: Die wilden Kerle – Die Legende lebt! (Kinofilm)
- 2017: Rosamunde Pilcher: Wenn Fische lächeln (Fernsehreihe)
- 2020: Eltern mit Hindernissen (Fernsehfilm)